# 5439 Couturier
Az 5439 Couturier (ideiglenes jelöléssel 1990 RW) egy kisbolygó a Naprendszerben. Henry Holt fedezte fel 1990. szeptember 14-én.